# Urmía
Urmía ([oɾumiˈje]ⓘ en persa: ارومیه Orumiyeh; en azerí Urmu, Urumiyə, antigua Rezaiyeh رضائیه durante la época Pahlavi, 1925-1929) es una ciudad ubicada al noroeste de Irán, sobre la orilla oeste del lago homónimo. La ciudad está situada cerca de las fronteras de Irán con Azerbaiyán y Turquía. Es la capital de la provincia de Azerbaiyán Occidental. Tiene una población estimada de 602.400 habitantes en 2005, la mayoría azeríes, además de tener importantes núcleos de kurdos y minorías de armenios, persas y asirios.
Urmia se encuentra a 596 km al noroeste de Teherán y a 17 km de la orilla occidental del lago Urmia, en la carretera entre Khoy y Salmas a Naghadeh y Piranshahr.
El nombre proviene de las palabras arameas Ur para ciudad y Mia para agua, por lo que el nombre se interpreta como ciudad del agua.

## Geografía
La ciudad de Urmía se encuentra en el extremo noroccidental de Irán, sobre el río Shahar y a 20 km al oeste del lago Urmía.

## Historia
Se cree que en los alrededores de esta ciudad nació el profeta Zoroastro.
La ciudad perteneció en la antigüedad a diversas dinastías persas, hasta que en el siglo XII los ogusas conquistaron la zona. En 1184 cayó en manos de los selyúcidas, si bien los otomanos controlaron varias veces la ciudad al estar en la frontera oriental de su imperio. Estos últimos han dejado una importante huella en la arquitectura y costumbres de la ciudad.
El primer monarca persa de la dinastía Kayar, Aga Muhammad Kan, fue coronado en Urmía en 1795.
En 1835 se estableció una misión cristiana. Los cristianos llegaron a sumar más del 50 % de la población total en 1900, principalmente armenios, Asirios y caldeos  establecidos en los últimos tiempos dado la tolerancia religiosa, ocupada por los rusos en 1910 durante la Revolución constitucional iraní. En la Primera Guerra Mundial la ciudad vivió uno de sus episodios más negros, cuando en el verano de 1918 tropas otomanas, ante la retirada en febrero de los rusos, (envueltos en su guerra civil) que dejaron abandonados a sus antiguos aliados, perpetraron en la zona una de las mayores masacres del siglo XX al deportar y matar a más de un millón de cristianos (genocidio armenio y genocidio asirio).
Hoy en día la mayoría de la población son de religión musulmana de habla azerio.